# Nobila Casă
Nobila Casă (în engleză Noble House) este un roman de James Clavell. A fost publicat în 1981, iar acțiunea se petrece în Hong Kong în 1963.
Cartea are peste 1.000 de pagini, iar povestea conține foarte multe personaje și fire de narațiune. Romanul a fost ecranizat în 1988 în serialul de televiziune Nobila casă, cu Pierce Brosnan în rolul principal, unde povestea a fost adaptată anilor '80.
În carte, „Nobila Casă” este numele dat companiei fictive Struan's, în jurul șefului căreia au loc acțiunile din roman.